# 서영희 (배우)
서영희(1979년 6월 13일 ~ )는 대한민국의 배우이다.

## 학력
- 일산대진고등학교 (졸업)
- 동국대학교 (연극영화과 / 학사)

## 연기 활동

### 드라마
- 1999년 EBS 청소년드라마 《네 꿈을 펼쳐라》
- 2000년 EBS 청소년드라마 《학교 이야기》
- 2004년 MBC 수목드라마 《12월의 열대야》 ... 박명숙 역
- 2005년 KBS2 주말연속극 《슬픔이여 안녕》 ... 김민주 역
- 2005년 KBS1 단막극 《KBS HDTV 문학관 - 외등》 ... 재희 역
- 2006년 MBC 단막극 《MBC 베스트극장 - 그 집엔 누가 사나요?》 ... 민아 역
- 2007년 KBS2 수목드라마 《달자의 봄》 ... 장수진 역
- 2007년 KBS2 주말연속극 《며느리 전성시대》 ... 이복남 역
- 2008년 tvN 수요드라마 《인어 이야기》 ... 남수인 역
- 2008년 MBC 일일시트콤 《그분이 오신다》 ... 이영희 역
- 2009년 MBC 월화드라마 《선덕여왕》 ... 소화 역
- 2011년 MBC 주말드라마 《천 번의 입맞춤》 ... 우주영 역
- 2012년 TV조선 주말드라마 《지운수대통》 ... 이은희 역
- 2013년 SBS 주말특별기획 《세 번 결혼하는 여자》 ... 박주하 역
- 2018년 SBS 주말특별기획 《시크릿 마더》 ... 강혜경 역
- 2019년 OCN 주말드라마 《트랩》 ... 신연수 역
- 2019년 SBS 금토드라마 《녹두꽃》 ... 유월이 역
- 2022년 tvN 단막극 《O'PENing - 아파트는 아름다워》 ... 문세연 역
- 2022년 MBC 수목드라마 《일당백집사》 ... 최연희 역
- 2022년 seezn 드라마 《미드나잇 호러: 6개의 밤》
- 2023년 ENA 월화드라마 《종이달》 ... 강선영 역
- 2023년 SBS 금토드라마 《7인의 탈출》 ... 박난영 역
- 2023년 tvN 월화드라마 《반짝이는 워터멜론》 ... 윤청아 역
- 2024년 ENA 월화드라마 《야한(夜限) 사진관》 … 장보라 역
- 2024년 SBS 금토드라마 《7인의 부활》 ... 박난영 역
- 2024년 KBS2 수목드라마 《페이스 미》 ... 오지윤의 엄마 역
- 2024년 KBS2 수목드라마 《수상한 그녀》 ... 반지숙 역
- 2025년 TVING 오리지널 드라마 《내가 죽기 일주일 전》 … 김정숙 역
- 2025년 MBC 금토드라마 《메리 킬즈 피플》 … 류이수 역

### 영화
- 2003년 《질투는 나의 힘》 ... 안혜옥 역[1][2]
- 2003년 《클래식》 ... 나나희 역
- 2004년 《라이어》 ... 양명순 역
- 2005년 《내 생애 가장 아름다운 일주일》 ... 하선애 역
- 2005년 《마파도》 ... 장끝순 역
- 2006년 《스승의 은혜》 ... 유정원(남미자) 역
- 2006년 《무도리》 ... 양미경 역
- 2006년 《연리지》 ... 수진 역
- 2007년 《권순분 여사 납치사건》 ... 서종란 역 (특별출연)
- 2007년 《궁녀》 ... 월령 역
- 2008년 《추격자》 ... 김미진 역
- 2008년 《서양골동양과자점 앤티크》 ... 진혁 여친 3 역 (우정출연)
- 2009년 《청담보살》 ... 지혜 역
- 2010년 《김복남 살인사건의 전말》 ... 김복남 역
- 2011년 《세상에서 가장 아름다운 이별》 ... 신선애 역
- 2012년 《비정한 도시》 ... 홍수민 역
- 2013년 《배우는 배우다》 ... 오연희 역
- 2015년 《마돈나》 ... 해림 역
- 2015년 《탐정: 더 비기닝》 ... 이미옥 역
- 2018년 《탐정: 리턴즈》 ... 이미옥 역
- 2018년 《여곡성》 ... 정경부인 신씨 역
- 2020년 《죽지않는 인간들의 밤》 ... 세라 역
- 2022년 《공기살인》 ... 한길주 역
- 2022년 《뒤틀린 집》 ... 명혜 역
- 2022년 《만인의 연인》 ... 영선 역

### 연극
- 1999년 《모스키토》
- 2000년 《저 별이 위험하다》
- 2000년 《진술》

### 뮤직비디오
- 2007년 해피체어 - 잘한 일
- 2008년 먼데이키즈 - 가슴으로 외쳐

## 예능
- 2022년 MBC 《심야괴담회》 - 50회

## 수상
- 2005년 제13회 춘사대상영화제 신인여우상 《내 생애 가장 아름다운 일주일》
- 2006년 MBC 연기대상 단막극부문 특별상
- 2008년 제12회 부천국제판타스틱영화제 여우주연상 《추격자》
- 2008년 MBC 방송연예대상 코미디시트콤부문 인기스타상 《그분이 오신다》
- 2009년 MBC 연기대상 황금연기상 조연상 《선덕여왕》
- 2010년 제18회 대한민국문화연예대상 영화부문 최우수상 《김복남 살인사건의 전말》
- 2010년 제14회 부천국제판타스틱영화제 여우주연상 《김복남 살인사건의 전말》
- 2010년 판타스틱페스트 영화제 여우주연상 《김복남 살인사건의 전말》
- 2010년 제30회 한국영화평론가협회상 여우연기상 《김복남 살인사건의 전말》
- 2010년 제8회 대한민국 영화대상 여우주연상 《김복남 살인사건의 전말》
- 2010년 제11회 대한민국 영상대전 포토제닉상 영화배우부문 《김복남 살인사건의 전말》
- 2010년 제4회 대한민국 나눔대상 대회장상
- 2010년 제11회 올해의 여성영화인상 연기상 《김복남 살인사건의 전말》
- 2010년 제13회 디렉터스 컷 시상식 올해의 연기자상 《김복남 살인사건의 전말》
- 2010년 씨네21 영화상 올해의 여자배우 《김복남 살인사건의 전말》
- 2011년 제2회 올해의 영화상 여우주연상 《김복남 살인사건의 전말》
- 2011년 제31회 판타스포르토 국제영화제 판타지 경쟁부문 여우주연상 《김복남 살인사건의 전말》

## 가족 관계
- 배우자 : 비연예인 일반인 남성 (1979년 ~ )
- 자녀 : 슬하 2녀